# Катинкина кућа
Катинкина кућа популарни је назив за кућу у улици Михаила Аврамовића број 24, у београдском насељу Дедиње, у којој је снимљен велики број филмова и ТВ серија, али и музичких спотова и реклама, у периоду од 1980. до данас. Кућа је назив добила по власници Катинки Милошевић.
Кућа је изграђена 1939, непосредно пре почетка Другог светског рата, а изградио је шумарски инжењер Јован Краљевић, Катинкин отац. За време окупације у кући су поред чланова породице Краљевић, становала петорица немачких официра, а у току борби за ослобођење Београда, из дворишта куће совјетска артиљерија је каћушама гађала Немце. Потом је у кући боравила партизанска радио чета.
Након ослобођења, у кући је поред породице Краљевић, становало још девет породица, које су усељене услед „вишка стамбеног простора”. То је тада била уобичајена пракса решавања мањка стамбеног простора у порушеном Београду. Већина нових станара временом се одселила, а последњи су кућу напустили 2009. године. Данас у кући станује власница Катинка Милошевић са сином Јованом и његовом породицом.
Како се кућа почетком 1980их налазила издвојена од других објеката у мирном делу града, а како је била релативно близу центру града и имала велико двориште, постала је интересантна филмским екипама. Први филм сниман у дворишту куће био је Посебан третман, редитеља Горана Паскаљевића. Потом су у кући снимане сцене за серију Бањица, Саве Мрмка и филм Давитељ против давитеља, Слободана Шијана. Године 1985. у дворишту куће сниман је филм Жикина династија, редитеља Зорана Чалића — култна сцена са Драгомиром Бојанићем Гидром, Марком Тодоровићем и Јеленом Жигон и косачицом за траву. Исте године, у кући и дворишту, сниман је филм Бал на води, када је у дворишту подигнут привремени објекат, који је у филму представљен као помоћна кућа за послугу.
Велику препознатљивост код публике, кућа је стекла ТВ серијама Срећни људи, где је коришћена као ентеријер куће Озрена Солдатовића и Горе-доле, где је представљена као дом породице Јакшић, чији су чланови главни ликови серије. У новије време у кући су снимане ТВ серије Мирис кише на Балкану, редитеља Љубише Самарџића и Сенке над Балканом, Драгана Бјелогрлића.
Поред већег броја телевизијских реклама и музичких спотова, остао је упамћен спот Светлане Цеце Ражнатовић за песму Кукавица из 1993. године.
Кућа има 500 квадрата и више од 20 соба, велики салон за госте, трпезарију и пет купатила. У једном делу виле налази се соба до детаља опремљена у „босанском стилу”. Данас је својеврсни музеј са очуваним стилским намештајем и раритетима, као што су — зидани шпорет на дрва, италијански фрижидер из 1953. и клавир стар 130 година.
У дворишту иза куће налази се пространи врт, на који се наслања двориште Института за ортопедију Бањица, а недалеко одатле је и Војномедицинска академија (ВМА).

## Списак филмова и серија
| Списак филмова и ТВ серија сниманих у Катинкиној кући                   | Списак филмова и ТВ серија сниманих у Катинкиној кући | Списак филмова и ТВ серија сниманих у Катинкиној кући | Списак филмова и ТВ серија сниманих у Катинкиној кући                             |
| година                                                                  | наслов                                                | филм/серија                                           | улога објекта                                                                     |
| ----------------------------------------------------------------------- | ----------------------------------------------------- | ----------------------------------------------------- | --------------------------------------------------------------------------------- |
| 1980.                                                                   | Посебан третман                                       | филм                                                  | кућа у којој одседа група др Илића                                                |
| 1984.                                                                   | Бањица                                                | ТВ серија                                             | кућа у којој станује мајка сестара Букумировић                                    |
| 1984.                                                                   | Др                                                    | ТВ филм                                               | кућа породице Цвијовић                                                            |
| 1984.                                                                   | Давитељ против давитеља                               | филм                                                  | кућа у којој станује породица Копицл                                              |
| 1985.                                                                   | Жикина династија                                      | филм                                                  | кућа Милана Тодоровића (сцена са косачицом)                                       |
| 1985.                                                                   | Бал на води                                           | филм                                                  | кућа у којој станује Глен                                                         |
| 1988.                                                                   | Бољи живот                                            | ТВ серија                                             | кућа у којој станује Цигановић                                                    |
| 1988.                                                                   | Тајна манастирске ракије                              | филм                                                  | кућа министра Пантовића                                                           |
| 1989.                                                                   | Балкан експрес 2                                      | ТВ серија                                             | кућа у којој станује пуковник Либек                                               |
| 1989.                                                                   | Последњи круг у Монци                                 | филм                                                  | кућа коју пљачка Урке и кућа у Италији у којој живи Добривоје                     |
| 1989.                                                                   | Сабирни центар                                        | филм                                                  | место на коме се обесио учитељ Петар                                              |
| 1989.                                                                   | Боље од бекства                                       | филм                                                  | Кућа Стамениних родитеља у Њујорку                                                |
| 1992.                                                                   | Дезертер                                              | филм                                                  | кућа у којој станује мајор Алекса Вељачић                                         |
| 1992.                                                                   | Повратак Вука Алимпића                                | ТВ филм                                               | кућа породице Алимпић                                                             |
| 1993—1996.                                                              | Срећни људи                                           | ТВ серија                                             | кућа Озрена Солдатовића                                                           |
| 1995.                                                                   | Крај династије Обреновић                              | ТВ серија                                             | кућа Ђорђа Генчића (сцена у дворишту) и кућа његовог таста (сцена у дневној соби) |
| 1996—1997.                                                              | Горе-доле                                             | ТВ серија                                             | кућа породице Јакшић                                                              |
| 1998.                                                                   | Британски гамбит                                      | ТВ филм                                               | клуб у коме се сусрећу главни јунаци                                              |
| 1998.                                                                   | Никољдан 1901. године                                 | ТВ филм                                               | кућа породице Опалић                                                              |
| 1998—2002.                                                              | Породично благо                                       | ТВ серија                                             | кућа у којој живи Листер                                                          |
| 2004—2005.                                                              | Јелена                                                | ТВ серија                                             | кућа породице Стефановић Милијаш                                                  |
| 2010—2011.                                                              | Мирис кише на Балкану                                 | ТВ серија                                             |                                                                                   |
| 2017.                                                                   | Сенке над Балканом                                    | ТВ серија                                             | кућа државног тужиоца Војина Ђукића                                               |
| 2021.                                                                   | Јованка Броз и тајне службе                           | играно-документарна серија                            | вишеструка намена (Титова резиденција, Кућа Јованке Броз и др)                    |
| 2024.                                                                   | Време смрти                                           | ТВ серија                                             | кућа тетке Најада Тошића у Нишу                                                   |
| Легенда:                                                                |                                                       |                                                       |                                                                                   |
| филмови и ТВ серије снимани у екстеријеру (споља)                       |                                                       |                                                       |                                                                                   |
| филмови и ТВ серије сниману у ентеријеру (унутра)                       |                                                       |                                                       |                                                                                   |
| филмови и ТВ серије снимане у екстеријеру и ентеријеру (споља и унутра) |                                                       |                                                       |                                                                                   |